# Adenomera martinezi
Adenomera martinezi és una espècie de granota que viu al Brasil.